# Maess
Maess (ur. jako Małgorzata Skrzypek 25 września 1982) – polska artystka współczesna.

## Życiorys
Maess urodziła się w 1982 w Warszawie, gdzie ukończyła Państwową Szkołę Muzyczną II stopnia im. Józefa Elsnera. W 2007 ukończyła warszawską ASP, w ramach wymiany studenckiej studiowała też w Escola Superior de Artes e Design w Porto.
Artystka jest stypendystką programów rezydencyjnych: LIA w Lipsku, Virginia Center for the Creative Arts w Amherst, Residency Unlimited w Nowym Jorku
przy wsparciu Instytutu Adama Mickiewicza, International Studio & Curatorial Program w Nowym Jorku [], oraz Yaddo w Saratoga Springs, gdzie była pierwszą polską artystką wizualną, której przyznano to stypendium.

## Twórczość
Kluczowe wątki jej prac oscylują wokół styku nauki, sztuk wizualnych i muzyki

## Abnormal Results
Prace z cyklu „Abnormal Results” odwołują się do obrazów wnętrza organizmu zaatakowanego przez nowotwór.
Artystka tworzy swoje rysunki korzystając ze zdjęć, krzywych Kaplana-Meiera, baz danych, programów do tworzenia modeli 3D i szeroko pojętej dokumentacji medycznej.
Maess Anand przy pomocy rysunkowych narzędzi manipuluje medycznymi obrazami, tworząc na ich .

## Biennale de la Biche
W 2017 roku wraz z Alexem Urso Maess Anand stworzyła i zorganizowała Biennale de la Biche; najmniejsze biennale świata na bezludnej wyspie Ilêt la Biche koło Gwadelupy. Miejsce zostało wybrane nieprzypadkowo; Ilêt La Biche, ze względu na zmiany klimatyczne, w niedługim czasie zniknie z mapy świata. Wystawa 14 artystów miała charakter efemeryczny, a zaproponowane obiekty wystawiennicze były skazane na rozpad pod wpływem sił przyrody. Do Biennale de la Biche zostali zaproszeni polscy i zagraniczni artyści m in: Zuzanna Hertzberg, Michał Frydrych i Aleksandra Urban. Biennale de la Biche zostało zauważone przez między innymi przez The Guardian, Art Review, Hyperallergic ArtTribune, Ming Pao i The Observer.

## Wystawy
- 2025, New Drawings, Kentler Drawing Art Space, Nowy Jork[20]
- 2025 Uncertain Territories, Stary Browar, Poznań[21]
- 2023 The Dreamers, Sotheby’s Institute of Art, Nowy Jork[22]
- 2023 Ponawianie, BWA w Bydgoszczy, Bydgoszcz[23]
- 2020 Art Theorema 2, When the globe is our home[24], Fondazione Benetton Studi Ricerche, Treviso, Włochy
- 2020 Spring Flash, Equity Gallery[25], Nowy Jork
- 2020 Das Blatt, Curated Affairs[26], Düsseldorf, Niemcy
- 2019 Widząc dźwięki czując wolność (z Ruth Anderwald i Leonhardem Grond) Austriackie Forum Kultury w Warszawiew ramach festiwalu Warszawska Jesień[10]
- 2019 Rysunek jako organizm (z Tiną Konec), KIBLA, Maribor, Słowenia
- 2019 Exposición en la maleta, IK Projects, Lima, Peru[27]
- 2018 Nietota, Galeria Miejska BWA w Bydgoszczy
- 2018 Nietota, Muzeum Współczesne Wrocław[28], Wrocław
- 2017 Biennale de la Biche, Ilêt la Biche, Gwadelupa
- 2016 Świadomy sen, Galeria Biała (Lublin), Lublin
- 2015 The Drawers, Kasia Michalski Gallery[29], Warszawa
- 2015 Abnormal Results, Instytut Polski w Budapeszcie(wystawa indywidualna)
- 2014 The Intuitionists, Drawing Center, Nowy Jork[30]
- 2014 Once upon a time ..life, Fundacja Rodziny Staraków, Warszawa (wystawa indywidualna)
- 2014 Dzień jest za krótki, Biuro Wystaw Artystycznych w Kielcach, Kielce
- 2014 Dzień jest za krótki, BWA Sokół, Nowy Sącz
- 2014 Abnormal results[31], Spinnerei(inne języki), Lipsk, Niemcy (wystawa indywidualna)
- 2014 Dzień jest za krótki, kuratorka: Magdalena Ujma, Galeria Miejska Arsenał, Poznań
- 2014 Asteroid, Spinnerei(inne języki), Lipsk, Niemcy
- 2013 Dzień jest za krótki, kuratorka: Magdalena Ujma, Muzeum Współczesne Wrocław[32],
- 2013 Dzień jest za krótki, Biuro Wystaw Artystycznych w Jeleniej Górze, Jelenia Góra
- 2013 United Networks, Woliery, Muzeum Współczesne Wrocław, Wrocław
- 2012 FID UEST EST, Twilight Zone Gallery[33], Tournai
- 2012 Cało Palenia, Biblioteka Krasińskich, Warszawa
- 2012 Rekapitulacje, Biblioteka Krasińskich, Warszawa
- 2012 Berlin Preview-targi sztuki, Berlin
- 2012 Foire internationale du dessin(inne języki), nominacja do Grand Prix, Paryż
- 2012 Volta Show[34], Bazylea
- 2011 Excessive, Galeria Program, Warszawa (wystawa indywidualna)
- 2011 Berlin Preview, targi sztuki[35], Berlin
- 2011 Zwykle Drobiazgi, Galeria Program, Warszawa
- 2010 Fukt in Warsaw[36] Centrum Sztuki Współczesnej Zamek Ujazdowski, Warszawa
- 2010 The Mazurka: of Poland or of the world, Museo di Santa Cecilia, Rzym
- 2010 The Mazurka: of Poland or of the world, Sejm Rzeczypospolitej Polskiej, Warszawa
- 2009 Excessive, Able Gallery, Berlin, Niemcy (wystawa indywidualna)
- 2008 Inverted[37], Residencia Corazon, La Plata, Buenos Aires, Argentyna (wystawa indywidualna)
- 2006 Transit Zones, Waiting Areas, Plumba Contemporary Art, Porto, Portugalia (wystawa indywidualna)

## Zbiory
Prace Maess Anand znajdują się w kolekcjach BWA w Bydgoszczy i Fondazione Benetton Studi e Ricerche w Treviso